# Mary Thompsonová-Jonesová
Mary Thompsonová-Jonesová (* 13. února 1957, Glendale|, Kalifornie, USA) je bývalá vysoká úřednice v oblasti diplomatických služeb Ministerstva zahraničí Spojených států amerických.
V červenci 2016 vydala svou první knihu s názvem To The Secretary: Leaked Embassy Cables and America's Foreign Policy Disconnect.

## Vzdělání
Mary Thompsonová-Jonesová má bakalářský titul v oboru žurnalistika a politologie na Kalifornské státní univerzitě. Má magisterský titul v oboru práva a diplomacie z Fletcherovy školy práva a diplomacie na Tuftsově univerzitě a titul doktor vzdělání na Pensylvánské univerzitě. 

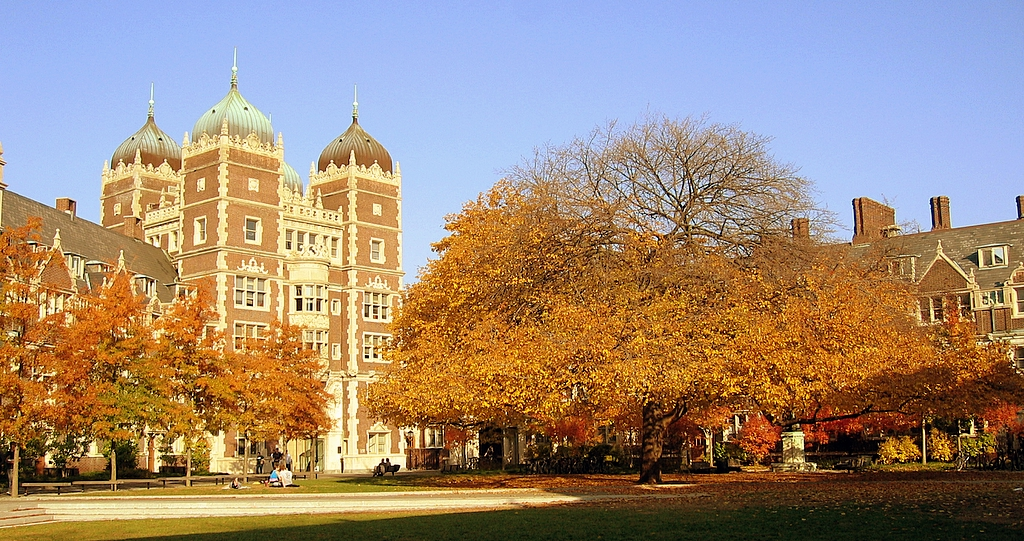
University of Pennsylvania

## Povolání
Před nástupem do diplomatických služeb působila osm let jako novinářka, především jako redaktorka (a autorka úvodníků) v denících, včetně novin Glandale News-Press, Santa Monica Evening Outlook, Los Angeles Daily News a Providence Journal.
Od srpna 2007 do ledna 2009 působila jako zástupce náčelníka mise na Velvyslanectví Spojených států amerických v Praze, v České republice, než vstoupila do funkce Chargé d'affaires v nepřítomnosti kongresem schváleného velvyslance na následující dva roky. Ve funkci chargé d'affaires v Praze dosáhla hodnosti poradkyně ministra, kde do jejího portfolia patřila jednání o protiraketové obraně, český vstup do programu bezvízového styku v USA a české předsednictví Evropské unie. Dohlížela na dvě návštěvy prezidenta Barack Obama, tajemníka Hillary Clinton, několika tajemníků vlády a delegací Kongresu.
Po svém odchodu z tohoto místa se stala diplomatkou pro oblast New England ve Spojených státech. Poté, co působila jako děkanka mezinárodních vztahů na Endicott College, se poté přestěhovala na Northeastern University, kde je v současné době ředitelkou magisterského studia v oboru globálních studií a mezinárodních vztahů. Její zámořské úkoly zahrnovaly práci asistentky pro kulturní záležitosti v Madridu; Tiskový atašé v Praze; Tiskový atašé v Sarajevu; Důstojník pro veřejné záležitosti v Montrealu; a poradkyně pro veřejné záležitosti v Guatemale. Za zámořské práce získala tři ocenění Meritorious Honor Awards.
Ve Washingtonu DC pracovala jako zástupce ředitele pro poradní komisi pro veřejnou diplomacii, vrchní tiskový mluvčí Úřadu pro evropské záležitosti, zástupce koordinátora politiky pro záležitosti Západní polokoule a vedoucí oddělení pro mezinárodní vzdělávací poradenství v Úřadu pro vzdělávání a Kulturní záležitosti.

## Rodina
Je manželkou Harolda Y. Jonese a je matkou Andrea, Gareth a Gwyneth.

## Práce
Mary Thompsonová-Jonesová (12. července 2016). Tajemníkovi: Uniklé kabely velvyslanectví a zahraniční politika Ameriky. W. Norton. s. 1–. ISBN 978-0-393-24659-9